# لامار هایتس (میزوری)
لامار هایتس (به انگلیسی: Lamar Heights) یک روستا (ایالات متحده آمریکا) در ایالات متحده آمریکا است که در شهرستان بارتون، میزوری واقع شده‌است.
 ارتفاعات لامار ۲٫۰۸ کیلومتر مربع مساحت و ۱۷۸ نفر جمعیت دارد و ۲۹۵ متر بالاتر از سطح دریا واقع شده‌است.